# Pleyel-Museum

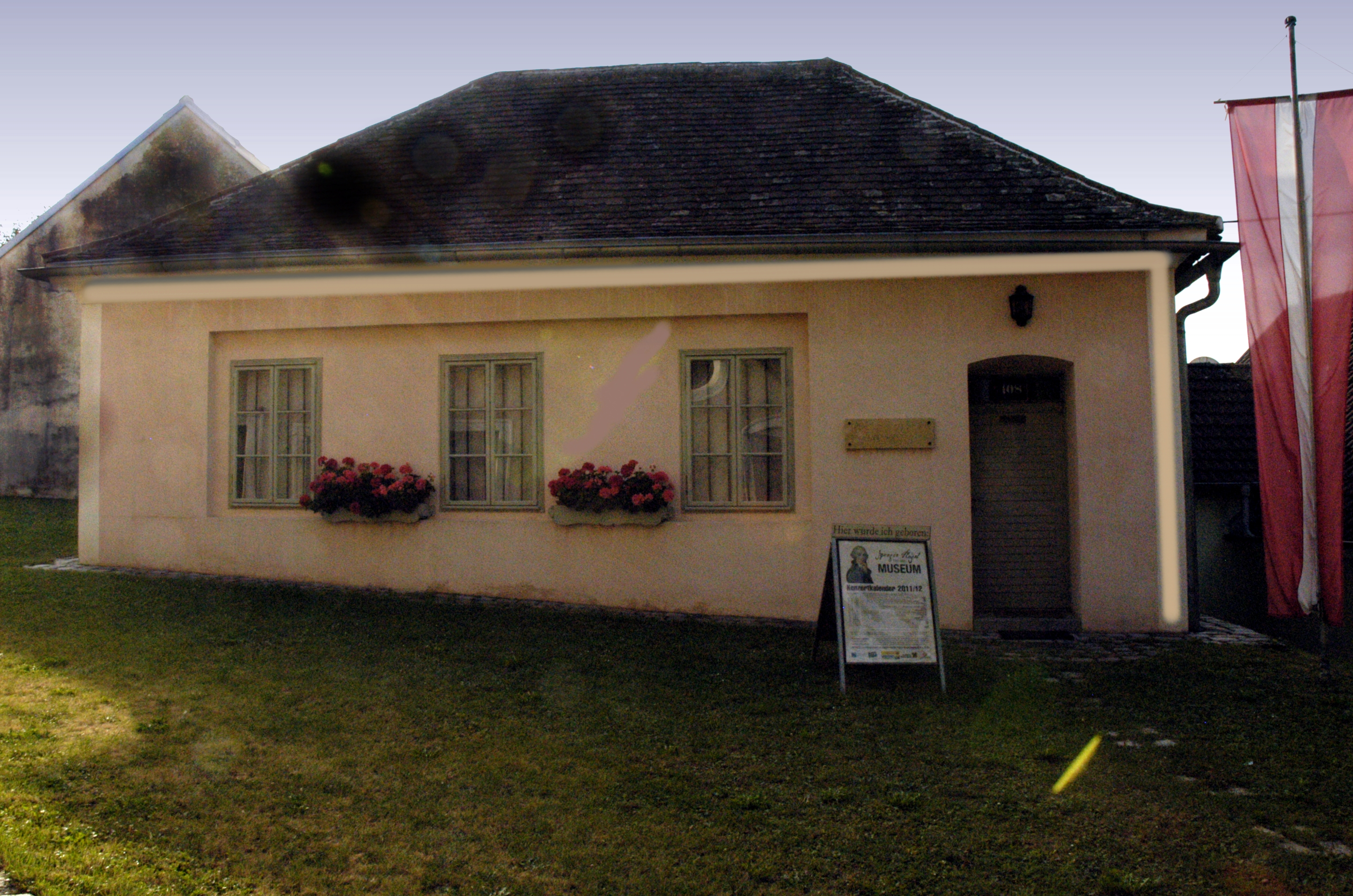
Pleyel-Museum in Ruppersthal

Das Pleyel Museum Ruppersthal steht im Ort Ruppersthal in der Marktgemeinde Großweikersdorf im Bezirk Tulln in Niederösterreich. Das ehemalige Schulgebäude und Geburtshaus vom Komponisten und Klavierbauer Ignaz Pleyel (1757–1831) wird heute als Museum genutzt und steht unter Denkmalschutz.

## Geschichte
Die Nutzung als Schulgebäude wurde 1894 beendet, danach wurde das Haus weiterhin für Wohnzwecke genutzt. Das desolate Gebäude wurde 1995 an den Ignaz Pleyel Theaterverein Ruppersthal 1908 vermietet und 1996 von der Gemeinde unter Bürgermeister Josef Erber der Internationalen Ignaz Joseph Pleyel Gesellschaft geschenkt. Mit dem Schulungszentrum der Landesinnung des Baugewerbes im Schloss Haindorf mit dem Bauinnungsmeister Manfred Schuster wurde das Gebäude von 1996 bis 1998 restauriert. Am 5. September 1998 wurde das Museum mit Landeshauptmann Erwin Pröll eröffnet.

## Museum
Das Museum widmet sich dem Leben und Werk des Komponisten. Es ermöglicht Einblicke in sein kompositorische Schaffen und es dokumentiert darüber hinaus auch Pleyels Arbeit als Klavierbauer. Prunkstücke der Ausstellung sind zwei Pleyel-Klaviere: ein Hammerflügel aus dem Jahr 1831 (das Klavier trägt die Opuszahl 1614) sowie ein Tafelklavier (Opuszahl 7134). Das Museum fungiert zusätzlich auch als Aufführungsraum für Konzerte und kammermusikalische Darbietungen, in denen die Musik Pleyels und seiner Zeitgenossen aufgeführt wird.